# Johnny's Jr.dex
《Johnny's Jr.dex》（日語：ジャニーズJr.dex）是富士電視台於週日2：00－3：00每月播出一集的綜藝節目，從2017年10月22日開始至2018年3月4日結束，總共播放六集。

## 出演人員
主持人
- 中村光宏（僅第1回）
- 井戶田潤、小澤一敬（第2回－）

隊長
- Mr.KING（平野紫耀、永瀬廉、髙橋海人）
- Prince（岸優太、神宮寺勇太、岩橋玄樹）

隊員
- HiHi Jet（橋本涼、井上瑞稀、豬狩蒼彌、高橋優斗 ）
- 東京B少年（岩﨑大昇、佐藤龍我、那須雄登、浮所飛貴、藤井直樹、金指一世）
- SixTONES（傑西、高地優吾、京本大我、松村北斗、森本慎太郎、田中樹）
- Snow Man（岩本照、深澤辰哉、渡邊翔太、宮舘涼太、佐久間大介、阿部亮平）
- Love-tune（安井謙太郎、萩谷慧悟、真田佑馬、森田美勇人、諸星翔希、長妻怜央、阿部顕嵐）
- Travis Japan（宮近海斗、中村海人、吉澤閑也、七五三掛龍也、川島如惠留、松田元太、松倉海斗）
- 宇宙Six（山本亮太、江田剛、林翔太、松本幸大、目黑蓮、原嘉孝）
- MADE（秋山大河、稲葉光、福士申樹、富岡健翔）

## 播放日程
| 集數 | 日期           | 出演成員                                                                                         |
| ---- | -------------- | ------------------------------------------------------------------------------------------------ |
| 1    | 2017年10月22日 | Mr.KING、Prince                                                                                  |
| 2    | 2017年11月12日 | Mr.KING、Prince、HiHi Jet、東京B少年、Love-tune                                                  |
| 3    | 2017年12月03日 | Mr.KING、Prince、Travis Japan、Snow Man                                                          |
| 4    | 2018年01月14日 | Mr.KING、Prince、Snow Man、SixTONES                                                              |
| 5    | 2018年02月04日 | Mr.KING、Prince、HiHi Jet、東京B少年、SixTONES                                                   |
| 6    | 2018年03月04日 | Mr.KING、Prince、HiHi Jet、東京B少年、Snow Man、SixTONES、Love-tune、Travis Japan、宇宙Six、MADE |

## 工作人員
- 旁白：井戸田潤（僅第1集）

- 構成：コバヤシマナブ、長谷川優、鹿谷忠弘、石原慎也

- TP：高瀬義美

- TD：斉藤伸介

- CAM：伊郷憲二、遠藤俊洋、上田容一郎、渡邊健太郎

- VE：齋藤雄一

- 聲音：松本良道

- 燈光：谷口明美、根本進

- 美術製作：吉田敬

- 美術進行：椛田学

- 衣裝：山田かつら

- 造型師：柴田拡美

- 音響效果：大平拓也

- CG：三浦嘉大

- TK：水越理恵

- 編輯：井上三郎、丸山美穂、深澤義輝、藤本麻衣子

- MA：水野学、渡邊優久、土屋信

- 美術協助：フジアール

- 技術協助：ニューテレス、IMAGICA、fmt

- 協助：傑尼斯事務所

- 編成：春名剛生、狩野雄太

- 宣傳：瀬田裕幸

- 網頁：竹脇しをり

- 新聞編輯：古賀美由紀

- 副製作人：行武直高、青木僚平

- AP：貞本有紀

- 導演：鷹見睦、廣井敦、森田幸子、忍穂井綾

- 演出：篠崎友和

- 製作人：堀川香奈、菊岡郁枝

- 總製作人：浜野貴敏

- 製作協助：SPINGLASS

- 製作著作：富士電視台

## 外部連結
- 官方網頁 （页面存档备份，存于）
- 官方Twitter